# 纳克拉沃

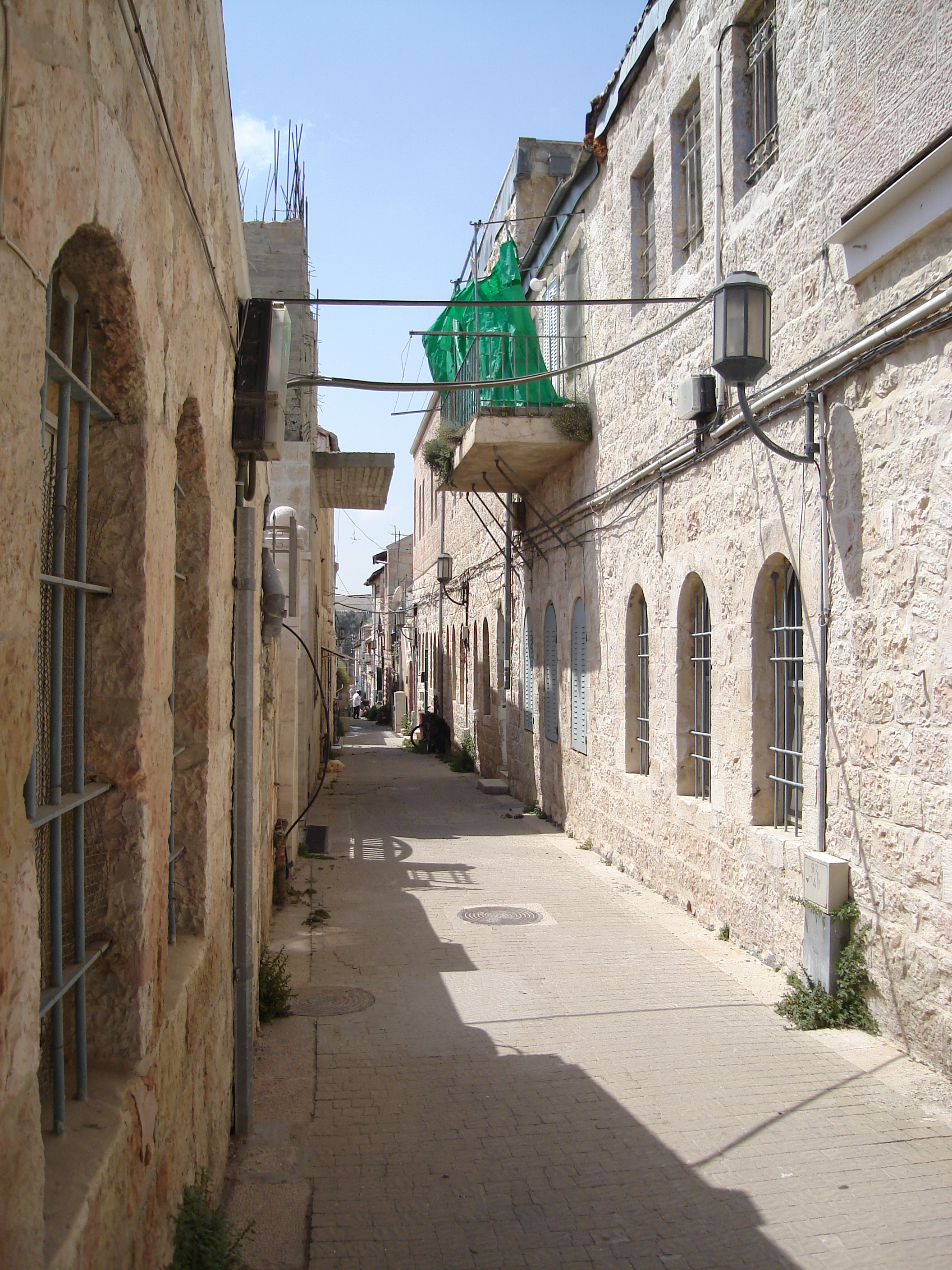
纳克拉沃的街道

纳克拉沃 (Nachlaot或Nahlaot，nachala的复数，意为“家园”)是以色列耶路撒冷市中心的23个庭院社区，以其狭窄、蜿蜒的巷道、老式住房、隐蔽的庭院以及众多的小型犹太会堂著称。纳克拉沃的社区包括布洛伊德房子、穆卡切沃房子、兰德房子、以色列议会（Knesset Yisrael）、马兹凯雷特摩西、米什肯努特以色列、纳哈拉特阿希姆、尼夫比撒列、尼夫沙洛姆、奥赫尔摩西、谢韦特阿希姆、苏卡特沙洛姆、齐克赫隆图夫雅以及齐克赫隆约瑟。

## 历史

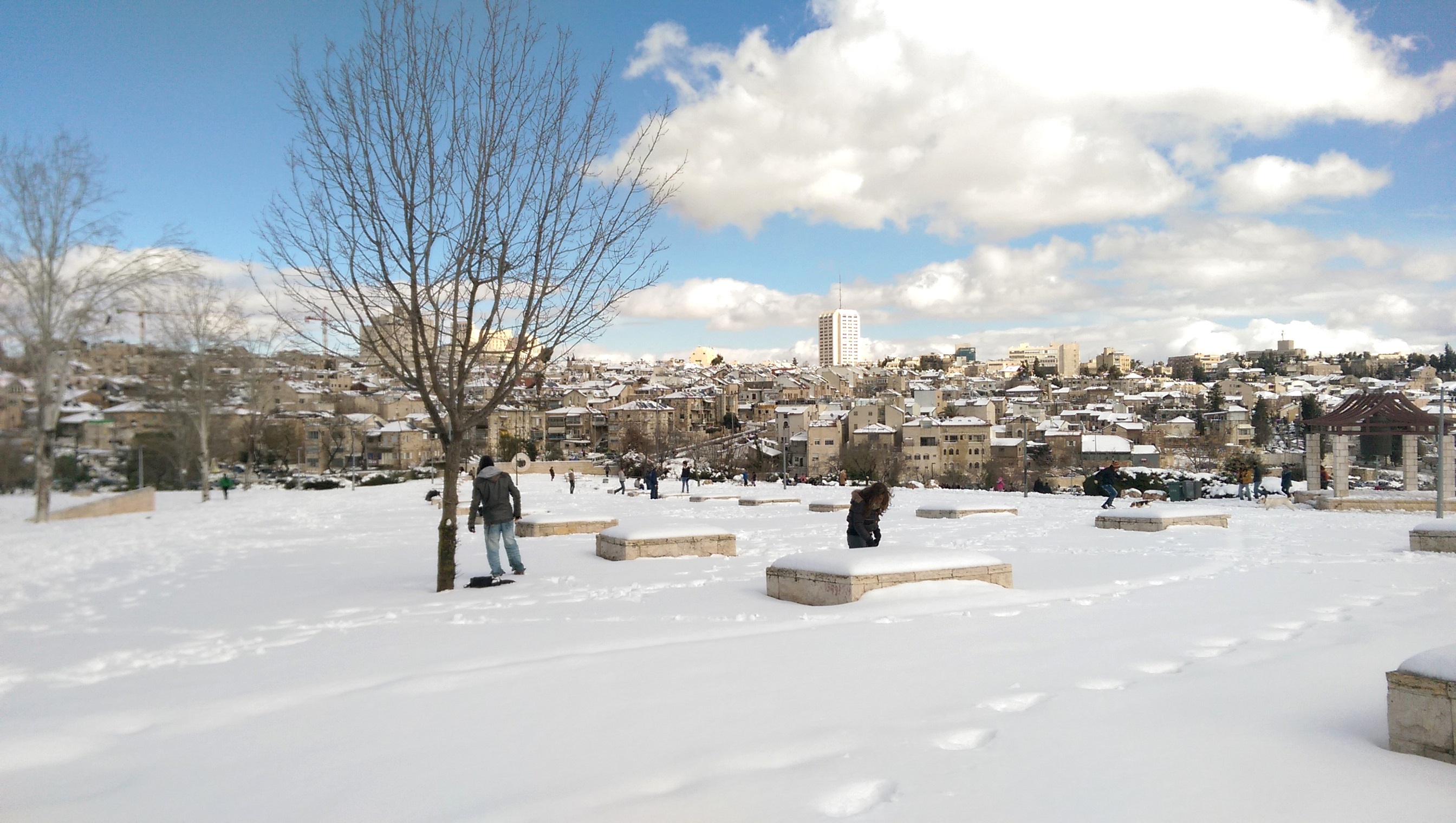
从扎赫尔公园看纳克拉沃， 2015年2月

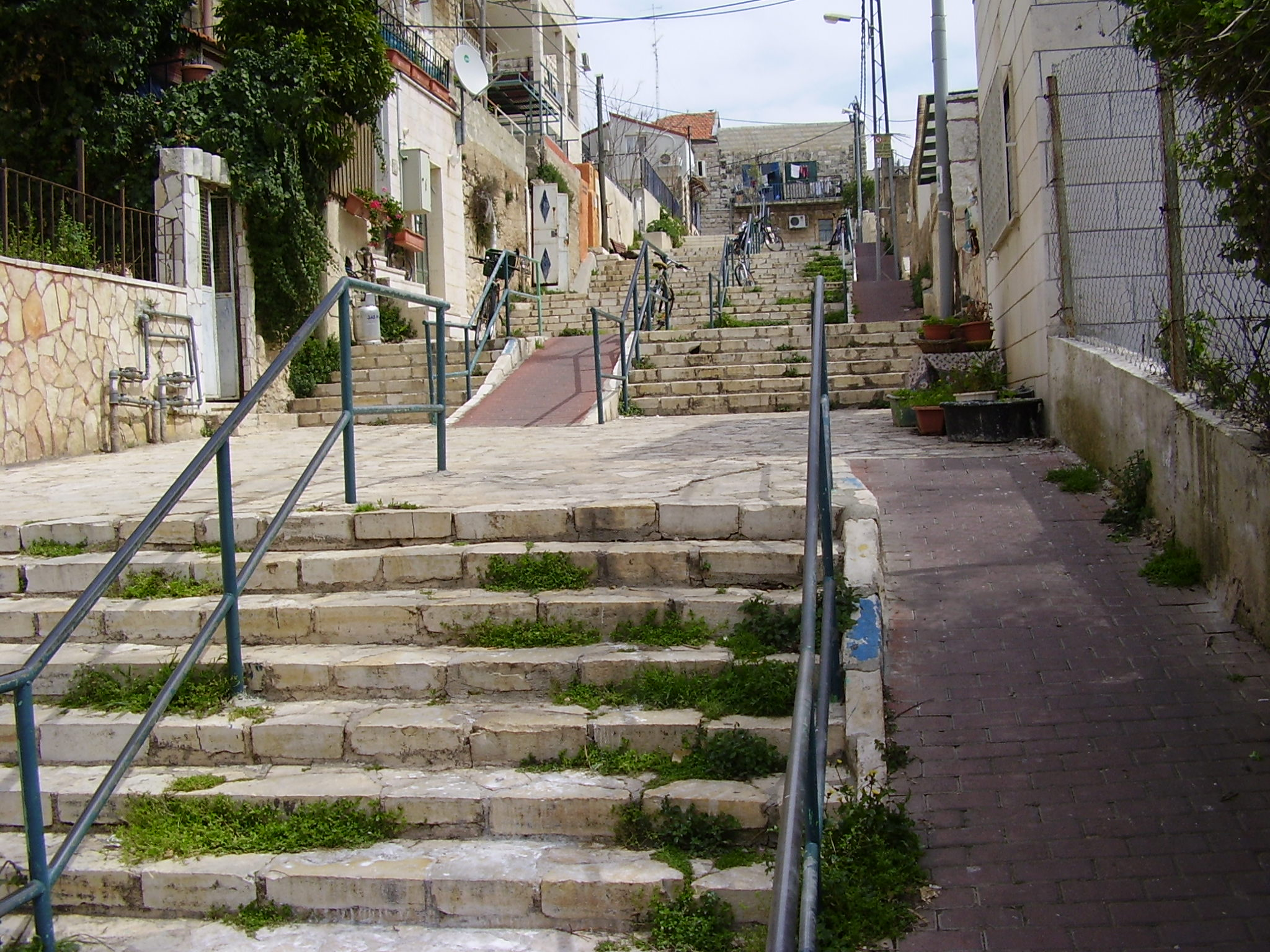
纳哈拉特阿希姆的楼梯街

构成纳克拉沃区的这些社区，开始建立于十九世纪七十年代末期，位于耶路撒冷老城城墙的外面。那时老城已经越来越拥挤、不卫生。第一个社区是米什肯努特以色列，建于1875年。这个名字来自圣经中的经文（民数记24:5）: "雅各啊，你的帐棚何等华美！以色列啊，你的帐幕何其华丽！" 马兹凯雷特摩西是由摩西·蒙蒂菲奥里爵士在1882年建立的阿什肯納茲猶太人社区。奥赫尔摩西则是一个塞法迪犹太人社区，就在它的旁边。
以色列前总统 伊扎克·纳冯在奥赫尔摩西长大，该社区为其剧本《塞法迪犹太人果园》的灵感来源。著名的演员和歌手家族巴奈家族，住在纳克拉沃。一个叙利亚犹太社区在1900年定居在纳克拉沃，建造了阿德斯犹太会堂，在1901年完成。耶路撒冷的马哈尼耶胡达市场位于纳克拉沃旁边。阿里耶·莱文拉比住在米什肯努特以色列，因为他访问被英国托管当局囚禁在俄国大院的犹太人，而被称为“囚徒的拉比”。纳哈拉特阿希姆，在Rehov Bezalel以南，建立于1925年 ，是一个也门犹太人社区。

## 士绅化
该地区在经历士绅化之后，房价急剧上涨。

## 犹太会堂

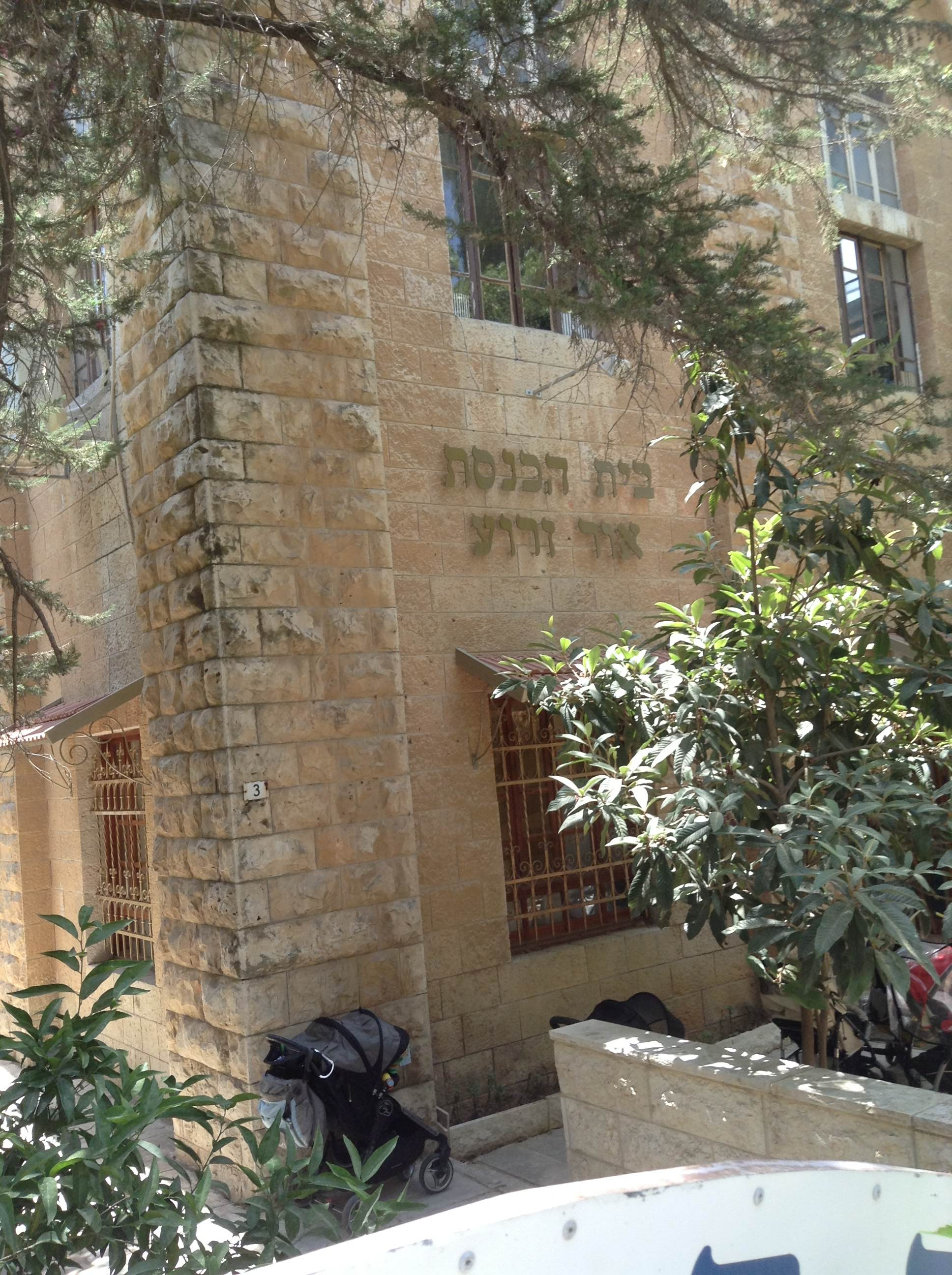
Or Zaruaa Synagogue

一度纳克拉沃犹太会堂的浓度超过世界上其他任何地方，在几个街区的半径之内，有大约300个犹太会堂。其中许多只有一个小房间，空间只够容纳十几位信徒。几十年来，许多已经关闭，现在留下大约100个。

## 文化地标
杰拉尔德巴哈尔中心,以前被称为“人民之家”（Beit Ha'Am），在1961年开幕。这是 1961年阿道夫·艾希曼审判的地点 并于1983年翻修为艺术中心。

## 著名居民
- 伊扎克·纳冯-以色列总统